# Csíkpálfalva község
Csíkpálfalva község (románul: Comuna Păuleni-Ciuc) község Hargita megyében, Romániában. Központja Csíkpálfalva, beosztott falvai Csíkcsomortán, Csíkdelne.

## Népessége
A 2011-es népszámlálás adatai alapján a község népessége 1831 fő volt.